# Wu Qingfeng
Wu Qingfeng, född 28 januari 2003 i Shaoxing, är en kinesisk simmare.

## Karriär
Vid VM 2023 tog Wu guld på 4×100 meter mixed medley och brons på 4×100 meter frisim. Vid OS 2024 tog hon brons på 4×100 meter frisim, och brons på 4×100 meter medley.